# Branxton
Branxton – wieś w Anglii, w hrabstwie Northumberland. Leży 81 km na północny zachód od miasta Newcastle upon Tyne i 477 km na północ od Londynu. W 2001 miejscowość liczyła 121 mieszkańców.